# La Fille bien gardée
La Fille bien gardée è un film muto del 1924 diretto da Louis Feuillade. Il regista firma anche la sceneggiatura basata sulla commedia omonima di Eugène Labiche e Marc-Michel. Lo spettacolo teatrale - un vaudeville in un atto - andò in scena per la prima volta il 6 dicembre 1850 a Parigi al Théâtre du Palais-Royal

## Produzione
Il film fu prodotto dalla Société des Etablissements L. Gaumont

## Distribuzione
Distribuito dalla Société des Etablissements L. Gaumont, uscì nelle sale cinematografiche francesi nel marzo 1924.